# (1936) Lugano
(1936) Lugano (aussi nommé 1973 WD) est un astéroïde de la ceinture principale, découvert le 24 novembre 1973 par Paul Wild à l'observatoire Zimmerwald, en Suisse.
Il a été nommé d'après la ville de Lugano, située dans le canton du Tessin.